# 真田辰信
真田辰信（明曆2年（1656年）－ 享保4年3月2日（1719年4月21日））是真田守信的嫡長子，幼名長七。最初使用「片倉辰信」作為名字，號一道齋，子嗣為真田信成。
寬文10年（1670年），因父親守信去世而繼承家督。延寶元年（1673年），拜見了第3代松代藩藩主真田幸道（真田信房）。正德2年（1712年），在得到仙台藩的許可後，將姓氏從片倉改回真田。

## 系譜
- 父：真田守信
- 母：五十嵐氏之女
- 妻：真山氏之女
  - 長子：真田信成（初名春信）
  - 次子：真田信清（為春）——成為真山氏的養子
  - 三子：真田英信（惟信）——另立分家
  - 兩個女兒

## 注腳

### 出處
1. ↑  . 朝日新聞. 2015-11-02  [2020-11-25].